# توزیع بیرنبام ساندرز
توزیع بیرنبام-ساندرز (که با نام توزیع عمر خستگی نیز شناخته می‌شود) به‌طور گسترده برای مدل‌سازی زمان خستگی به کار می‌رود. این توزیع رابطه‌های متفاوتی دارد.
تابع چگالی احتمال عمومی آن به صورت زیر است:
{\displaystyle f(x)={\frac {{\sqrt {\frac {x-\mu }{\beta }}}+{\sqrt {\frac {\beta }{x-\mu }}}}{2\gamma \left(x-\mu \right)}}\phi \left({\frac {{\sqrt {\frac {x-\mu }{\beta }}}-{\sqrt {\frac {\beta }{x-\mu }}}}{\gamma }}\right)\quad x>\mu ;\gamma ,\beta >0}
و تابع توزیع تجمعی آن به صورت زیر است:
{\displaystyle G(p)={\frac {1}{4}}\left[\gamma \Phi ^{-1}(p)+{\sqrt {4+\left(\gamma \Phi ^{-1}(p)\right)^{2}}}\right]^{2}}